# Росмален, Теодорус ван
Теодорус Антониус Леонардус Мария ван Росмален, C.Ss.R. (нидерл. Theodorus Antonius Leonardus Maria van Roosmalen; 27 июля 1875, Хертогенбос, Нидерланды — 5 июня 1957, Парамарибо, Нидерландский Суринам) — прелат Римско-католической церкви, член Конгрегации Святейшего Искупителя, 7-й апостольский викарий Нидерландской Гвианы, 10-й титулярный епископ Антигоны. Кавалер ордена Нидерландского льва (1923) и ордена Оранских-Нассау (1952). Помощник Папского трона (1952).

## Биография
Теодорус Антониус Леонардус Мария ван Росмален родился 27 июля 1875 года в Хертогенбосе в многодетной Вилхелмуса Йоханнеса ван Росмалена и Луизы Йоханны, урожденной Богартс. Он был крещен в день рождения. Начальное образование получил в Хертогенбосе. Продолжил образование в коллегии редемптористов в Рурмонде. Завершив образование, вернулся в Хертогенбос, где вступил в общину редемптористов и 29 сентября 1896 года принёс монашеские обеты. Затем был направлен в семинарию в Виттиме, где изучал философию и теологию.8 октября 1901 года Росмален был рукоположен в сан священника вспомогательным епископом Кёльна Антоном Фишером. Нёс служение на приходских миссиях редемптористов в Роттердаме до мая 1904 года, когда руководство конгрегации направило его на миссионерскую работу в Бразилию. Здесь он нёс служение в новом миссионерском стане Курвельо. В 1909 году Росмалена поставили начальником миссионерского стана редемптористов в городе Жуис-де-Фора, в штате Минас-Жерайс.
5 сентября 1911 года римский папа Пий X назначил Росмалена апостольским викарием Нидерландской Гвианы с возведением в сан титулярного епископа Антигоны. Для посвящения в епископский сан кандидат прибыл в Нидерланды. Епископскую хиротонию 15 ноября 1911 года в соборе святого Иоанна в Хертогенбосе возглавил Хендрик ван де Веттеринг, архиепископ Утрехта, которому сослужили Якобус Корнелиус Мёвиссен, титулярный епископ Прусы и Йоханнес Антон Хофман, титулярный епископ Телмиссуса. После посвящения Росмален отбыл в Суринам, куда прибыл в начале января 1912 года. Во время своего правления апостольским викариатством им была основана школа святого Леонарда в Парамарибо и расширено здание католической больницы Зикенхёс. В 1939 году Росмален отправился поправить здоровье в Нидерланды и назначил на время отсутствия своим про-викарием Стефануса Кёйперса. Но из-за начала Второй мировой войны и оккупации Нидерландов армией Третьего рейха, Росмален не смог вернуться в Парамарибо. Он попросил Святой Престол отправить его на покой, и 23 июня 1943 года его просьба была удовлетворена.
В Парамарибо Росмален смог приехать только 1 января 1946 года. В 1952 году он был удостоен звания кавалера ордена Оранских Нассау. Ранее в 1923 году королева Вильгельмина наградила его орденом Нидерландского льва. 24 октября 1952 Росмален получил почётное звание помощника Папского Трона. Последние годы жизни он провёл в доме редемптористов на улице Гравенстрат (ныне улица Хенк-Аронстрат) в Парамарибо, где умер 9 июня 1957 года.